# Obsthain-Blütenspanner
Der Obsthain-Blütenspanner (Eupithecia insigniata) ist ein Schmetterling (Nachtfalter) aus der Familie der Spanner (Geometridae).

## Merkmale

### Falter
Die Flügelspannweite der Falter beträgt 18 bis 24 Millimeter. Die Grundfarbe der Vorderflügel reicht von weißgrau über aschgrau bis zu bläulichgrau. Am Vorderrand befinden sich vier deutliche dunkelbraune Flecke, die gegen den Hinterrand als dünne, meist doppelt angelegte Linien auslaufen. Die beiden mittleren Flecke sind bei einigen Exemplaren miteinander verbunden. Der schwärzliche Mittelfleck ist gestreckt. Aufgrund der sehr auffälligen Zeichnung sind die Falter unverwechselbar. So leitet sich auch der wissenschaftliche Name der Art vom lateinischen insignis = auffällig ab. Die Hinterflügel sind schwächer gezeichnet und zuweilen unwesentlich heller als die Vorderflügel. 

### Ei
Das weißliche Ei hat eine leicht ovale Form. Die Schalenskulptur zeigt einige Vertiefungen, die von erhöhten Leisten umschlossenen sind.

### Raupe
Die sehr schlanken Raupen verjüngen sich im vorderen Teil. Sie haben eine kräftig grüne Farbe. Auf dem Rücken ist eine purpurrote Linie erkennbar, die sich auf jedem Segment erweitert oder sich in Flecke auflöst. Diese sind zuweilen gelb eingefasst. Die Seitenstreifen sind dünn, rötlich und zuweilen in Flecke aufgelöst.

### Puppe
Von der schlanken, meist gelbbraunen Puppe heben sich grünliche Flügelscheiden ab. Sie hat einen stumpfen Kremaster, der mit acht kleinen, dicken Borsten bestückt ist.

## Geographische Verbreitung und Vorkommen
Der Obsthain-Blütenspanner kommt in weiten Teilen Zentral- und Südeuropas vor, außerdem in Kleinasien und ist in den Alpen bis 1600 Meter, im Apennin bis 1500 Meter und in der Türkei bis 2200 Meter über NN anzutreffen. 
Die nördlichste Verbreitung reicht bis Südengland und Südschweden. Die Art bevorzugt trockene und warme Hecken und Gebüsche, Obsthaine, Streuobstwiesen und Gärten.

## Lebensweise
Die Falter sind nachtaktiv und fliegen in einer Generationen mit Flugzeiten von April bis Mai, wurden aber vereinzelt auch im März oder Juni gefunden. Sie erscheinen in beiden Geschlechtern an künstlichen Lichtquellen. Die Raupen leben im Mai und Juni und ernähren sich von den Blättern und Blüten verschiedener Weißdorn- (Crataegus) oder Obstbaumarten. Oftmals sind sie an Kulturapfel (Malus domestica), Holzapfel (Malus sylvestris), Eingriffeligem Weißdorn (Crataegus monogyna) oder Schlehenbüschen (Prunus spinosa) zu finden. Die Puppen überwintern, zuweilen zwei- bis dreimal.

## Gefährdung
In Deutschland ist der Obsthain-Blütenspanner lokal verbreitet, kommt in den einzelnen Bundesländern in unterschiedlicher Anzahl vor und wird auf der Roten Liste gefährdeter Arten in Kategorie 3 (gefährdet) geführt.